# Baumas
Baumas de Venisa (en francès Beaumes-de-Venise, que en català vindria a ser "Baumes" o "Balmes de Venisa") és un municipi francès situat al departament de Valclusa i a la regió de Provença – Alps – Costa Blava.

## Demografia
| 1962                                       | 1968  | 1975  | 1982  | 1990  | 1999  | 2006  |
| ------------------------------------------ | ----- | ----- | ----- | ----- | ----- | ----- |
| 1.386                                      | 1.484 | 1.631 | 1.721 | 1.784 | 2.051 | 2.185 |
| Des de 1962: població sense dobles comptes |       |       |       |       |       |       |

## Administració
| Període    | Identitat         | Partit |
| ---------- | ----------------- | ------ |
| 1945-1947  | Aldéric Blanchard |        |
| 1947-19779 | Claudius Amiel    |        |
| 1977-1989  | Camille Fare      | PCF    |
| 1989-      | Christian Gonnet  | UMP    |